# 藤原南家
藤原南家（ふじわら なんけ）とは、奈良時代の藤原不比等の長男である藤原武智麻呂に始まる藤原氏の一流。「南家」の称は、武智麻呂の邸宅が弟房前の邸宅に対し南に位置したことに由来する。子孫は、朝廷内では房前を祖とする藤原北家に押されて振るわなかったが、為憲流藤原南家の工藤氏・伊東氏・二階堂氏・泉田氏・相良氏など武家の名族を数多く輩出した。

## 概要
飛鳥時代から奈良時代にかけて律令国家の確立を主導した政治家藤原不比等の4人の男子（藤原四兄弟）は、神亀6年（729年）長屋王の変により政敵長屋王を排斥し、妹光明子を聖武天皇の皇后に立てて政権を掌握した。四兄弟の長兄である武智麻呂は、廟堂の首班を務めて右大臣まで昇ったが、天平9年（737年）天然痘の流行のために他の兄弟とともに病没してしまう。
その後廟堂の実権は皇親の橘諸兄に移ったが、その下で武智麻呂の長男藤原豊成は順調に昇進し、天平感宝元年（749年）右大臣に任ぜられる。一方、同年孝謙天皇が即位して皇太后となった光明子の下に紫微中台が設置され、甥の仲麻呂（武智麻呂の次男）が長官（紫微令）に就く。仲麻呂は、紫微中台を太政官とは別個の国政機関としてその権限を強化していき、諸兄の子橘奈良麻呂が中心となってこれを排除しようと企てた乱も未然に防いで多くの皇族・他氏族のほか兄豊成を含めた政敵を一掃する。淳仁朝では、息子3人（真先・訓儒麻呂・朝狩）を参議に任じ、自身は人臣初の太政大臣（唐風に改めて「大師」と称する）まで昇りつめたが、天平宝字8年（764年）恵美押勝の乱により失脚した。
その後奈良時代末期から平安時代初期には、武智麻呂・房前の弟宇合に始まる藤原式家が台頭し、南家の勢力は低落する。桓武朝において、豊成の子継縄と武智麻呂三男乙麻呂の子是公が続いて右大臣となった。継縄と是公は式家の藤原種継に比べると目立つ実績と存在感はないが、その昇進と重用は勝るとも劣らないものであったとする再評価がある。だが、続く平城朝の大同2年（807年）に当時政権二番手、三番手の座にあった大納言藤原雄友（是公の子）・中納言藤原乙叡（継縄の子）が伊予親王の変に連座して失脚し、豊成・乙麻呂の系統も衰退した。嵯峨朝に入ると、武智麻呂四男巨勢麻呂の子孫である貞嗣・三守が中納言まで昇るものの、淳和朝に入るとしばらく南家出身の議政官が不在の時期が続くなど、大臣を出した北家（内麻呂・園人・冬嗣）や式家（緒嗣）に比べ勢力を伸ばすことができなかった。仁明朝では三守が右大臣に昇り南家から約50年ぶりの大臣となるが、わずか在任2年で没すると、以後急速に台頭した藤原北家や源氏の勢力に押され、30年以上も南家からは公卿を出せなかった。
平安中期以後は、巨勢麻呂の子孫が中下級貴族として続き、学者を多く輩出した。平安時代末期に平清盛と結んで勢威を得た院近臣藤原通憲（信西）はその代表である。また後白河法皇の近臣で後に順徳天皇の外祖父となった範季の子孫から、堂上家である高倉家（室町時代末に無嗣絶家、江戸時代に再興して藪家（藤原北家閑院流四辻支流）に改号）が出た。
なお、乙麻呂の系統で平安中期に武人として頭角を顕した藤原為憲の子孫は、地方に下って各地の武家となり、工藤氏・伊東氏・泉田氏・二階堂氏・相良氏・吉川氏・天野氏などを出した。

## 一族
- 藤原豊成 - 武智麻呂の長男。
- 藤原仲麻呂（恵美押勝） - 武智麻呂の次男。
- 藤原乙麻呂 - 武智麻呂の三男。
- 藤原巨勢麻呂 - 武智麻呂の四男。
- 藤原継縄 - 豊成の子。
- 中将姫 - 豊成の娘という伝説上の人物。
- 藤原真従 - 仲麻呂の子。
- 藤原真先 - 仲麻呂の子。
- 藤原訓儒麻呂 - 仲麻呂の子。
- 藤原朝狩 - 仲麻呂の子。
- 藤原刷雄 - 仲麻呂の子。
- 藤原薩雄 - 仲麻呂の子。
- 藤原辛加知 - 仲麻呂の子。
- 徳一 - 仲麻呂の子。
- 藤原是公 - 乙麻呂の子。右大臣。
- 藤原雄友 - 是公の子。
- 藤原吉子 - 是公の娘。桓武天皇夫人、伊予親王母。
- 藤原黒麻呂 - 巨勢麻呂の子。藻原荘を開墾。
- 藤原伊勢人 - 巨勢麻呂の子。東寺、鞍馬寺の創建に関わる。
- 藤原貞嗣 - 巨勢麻呂の子。『日本後紀』の撰修に参加。
- 藤原三守 - 巨勢麻呂の孫。右大臣。
- 藤原美都子 - 巨勢麻呂の孫。藤原冬嗣室、長良、良房、順子らの母。
- 藤原貞子 - 三守の娘。仁明天皇女御。
- 藤原諸葛 - 三守の孫。
- 藤原保則 - 継縄の曾孫。元慶の乱を鎮撫。
- 藤原清貫 - 保則の子。
- 藤原敏行 - 歌人。武智麻呂の来孫（孫の孫）。
- 藤原元真 - 歌人。
- 藤原盛子 - 藤原師輔室。伊尹、兼通、兼家、安子らの母。
- 藤原為憲 - 武人。平将門追討に功あり。工藤氏、伊東氏、二階堂氏などの祖。
- 右近 - 歌人。
- 藤原棟世 - 清少納言の夫。
- 上東門院小馬命婦 - 歌人。棟世と清少納言の娘。
- 覚運 - 天台宗檀那流の祖。
- 藤原菅根 - 醍醐天皇近臣。昌泰の変にて菅原道真の排斥に加担。
- 藤原元方 - 菅根の子。大納言。怨霊伝説あり。
- 藤原致忠 - 元方の子。薫物の名手。
- 藤原陳忠 - 元方の子。『今昔物語集』の逸話で著名。
- 藤原保昌 - 致忠の子。藤原道長四天王の一人。武人として著名。
- 藤原保輔 - 致忠の子。大盗賊「袴垂」として著名。
- 藤原登任 - 源頼義の前任の陸奥守。
- 藤原重経 - 紀伊守。法名・素意。歌人。
- 藤原高仁 - 貞嗣の子。相模介。宮内卿。
- 藤原保蔭 - 高仁の子。相模介。
- 藤原道明 - 保蔭の子。播磨介。相模介。大納言。『延喜式』の編集に参画。
- 藤原尹文 - 道明の子。播磨介。
- 藤原永頼 - 尹文の子。
- 藤原能通 - 永頼の子。左兵衛佐。
- 藤原実範 - 能通の子。漢学者・漢詩人。
- 藤原季綱 - 実範の子。漢学者・漢詩人。
- 藤原実兼 - 季綱の子。『江談抄』筆記者とされる。
- 藤原通憲（信西） - 実兼の子。法名・信西。平安時代末期権力を握る。
- 紀伊局 - 本名・藤原朝子。後白河天皇の乳母。通憲の妻。紀伊二位。
- 藤原俊憲 - 通憲の子。
- 藤原成範 - 通憲の子。通称・桜町中納言。
- 澄憲 - 通憲の子。安居院流唱導の祖。
- 覚憲 - 通憲の子。興福寺別当。
- 明遍 - 通憲の子。蓮花三昧院の開祖。
- 勝賢 - 通憲の子。醍醐寺座主、東大寺別当。
- 貞慶 - 通憲の孫。解脱上人。法相宗の高僧。
- 小督 - 成範の娘。高倉天皇の寵妃。
- 藤原季範 - 実範の孫。熱田神宮大宮司。藤姓大宮司職の初代。
- 藤原範忠 - 季範の子。熱田大宮司二代目。
- 由良御前 - 季範の娘。源義朝室、頼朝母。
- 藤原尹明 - 平治の乱の際に二条天皇を脱出させる。
- 藤原範季 - 後白河法皇院近臣。高倉家祖。
- 藤原兼子 - 範季の姪。通称・卿二位。後鳥羽天皇乳母。
- 藤原重子 - 範季の娘。院号・修明門院。後鳥羽天皇寵妃、順徳天皇生母。